# 1-я школьная бомбардировочная авиационная дивизия
1-я школьная бомбардировочная авиационная дивизия (1-я шк. бад) — авиационное соединение Военно-Воздушных сил (ВВС) Вооружённых Сил РККА бомбардировочной авиации, принимавшее участие в боевых действиях Великой Отечественной войны.

## История и боевой путь дивизии

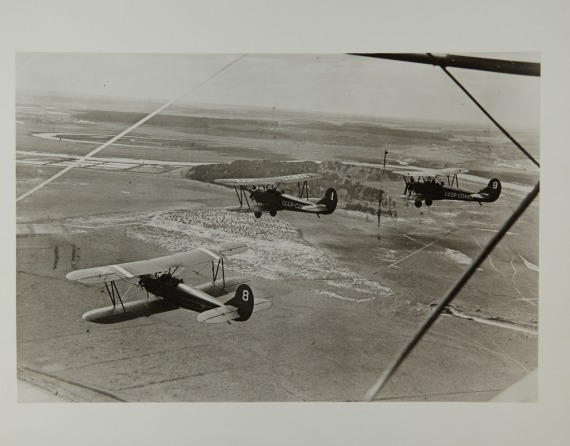
Звено Р-5 в полёте.

1-я школьная бомбардировочная авиационная дивизия сформирована 11 августа 1941 года на базе Мелитопольского военного авиационного училища лётнабов и штурманов в составе 2-х полков на 63-х самолётах семейства Р-5: Р-Z и ССС:
- 1-й ближнебомбардировочный авиационный полк;
- 2-й ближнебомбардировочный авиационный полк.

После формирования дивизия сразу с 11 августа приступила к ведению боевых действий в составе ВВС Южного фронта.
Боевые действия дивизия вела без прикрытия истребительной авиации в районах городов Кривой Рог, Запорожье, Днепропетровск и Днепродзержинск, подбив и уничтожив при этом около 350 танков и автомобилей группы генерал-полковника Клейста, разрушив три переправы через реки Днепр и Мокрая Сура, уничтожив три крупных немецких штаба и 5 артиллерийских батарей противника, сбив в воздушных боях 5 истребителей Bf.109.
За весь период участия в боевых действиях дивизия выполнила 983 боевых самолёто-вылета с общим налётом 1478 часов. Сбросила 3913 авиабомб, израсходовала 47158 патронов. Потери дивизии составили 33 человека. За отличные боевые действия 77 человек из дивизии награждены орденами. Из них 7 человек награждены высшей наградой СССР — орденом Ленина.
В конце сентября дивизия расформирована в составе ВВС 6-й армии.

### Участие в операциях и битвах
- Тираспольско-Мелитопольская оборонительная операция — с 11 августа по 27 сентября 1941 года.
- Донбасская оборонительная операция — с 27 сентября 1941 года по 30 сентября 1941 года.

### В действующей армии
В составе действующей армии дивизия находилась:
- с 11 августа 1941 года по 30 сентября 1941 года.

### Командир дивизии
- Полковник Тихон Лукьянович Рябченко, с 11 августа 1941 года по 1 октября 1941 года.

### В составе объединений
| Дата          | Фронт (округ)      | Армия             | Примечания |
| ------------- | ------------------ | ----------------- | ---------- |
| 11.08.1941 г. | Южный фронт        | ВВС Южного фронта |            |
| 25.08.1941 г. | Южный фронт        | ВВС 6-й армии     |            |
| 27.09.1941 г. | Юго-Западный фронт | ВВС 6-й армии     |            |
| 30.09.1941 г. | Юго-Западный фронт | ВВС 6-й армии     |            |

## Отличившиеся воины дивизии

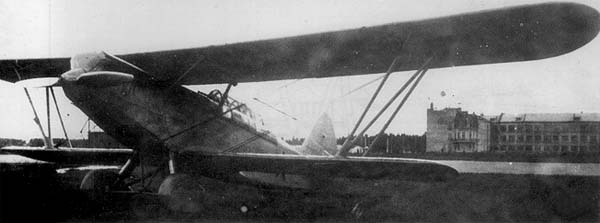
Самолёт Р-Z.

- Вдовин Алексей Архипович, лейтенант, командир звена 2-го ближнебомбардировочного авиационного полка Постановлением Военного Совета Южного Фронта № 014/н от 5 ноября 1941 года награждён орденом Ленина.
- Василенко Владимир Кузьмич, лейтенант, командир звена 1-го ближнебомбардировочного авиационного полка Приказом Командующего Закавказским Фронтом № 05/н от 9 сентября 1942 года награждён орденом Ленина.
- Бочков Василий Михайлович, лейтенант, командир экипажа 2-го ближнебомбардировочного авиационного полка Приказом Командующего Закавказским Фронтом № 05/н от 9 сентября 1942 года награждён орденом Ленина.
- Евангилиди Виктор Михайлович, лейтенант, командир экипажа 2-го ближнебомбардировочного авиационного полка Постановлением Военного Совета Южного Фронта № 014/н от 5 ноября 1941 года награждён орденом Ленина.
- Олейников Иван Сергеевич, сержант, штурман самолёта 2-го ближнебомбардировочного авиационного полка Постановлением Военного Совета Южного Фронта № 014/н от 5 ноября 1941 года награждён орденом Ленина.
- Хорошильцев Иван Стефанович, сержант, лётчик-наблюдатель 2-го ближнебомбардировочного авиационного полка Постановлением Военного Совета Южного Фронта № 014/н от 5 ноября 1941 года награждён орденом Ленина.
- Цепурдей Михаил Максимович, лейтенант, командир эскадрильи 2-го ближнебомбардировочного авиационного полка Постановлением Военного Совета Южного Фронта № 014/н от 5 ноября 1941 года награждён орденом Ленина.

## Части и отдельные подразделения дивизии
За весь период своего существования боевой состав дивизии не претерпевал изменений:
| Период                     | Наименование                                | Вооружение                       |
| -------------------------- | ------------------------------------------- | -------------------------------- |
| 11.06.1942 — 30.09.1941 г. | 1-й ближнебомбардировочный авиационный полк | Р-5, расформирован 30.09.1941 г. |
| 11.06.1942 — 30.09.1941 г. | 2-й ближнебомбардировочный авиационный полк | Р-5, расформирован 30.09.1941 г. |